# Skybus Jet Cargo
Skybus Jet Cargo ist eine peruanische Frachtfluggesellschaft und die einzige Fluggesellschaft der Welt, die noch zwei zivile Douglas DC 8-73F betreibt.

## Geschichte
Die Fracht- und Charterfluggesellschaft Skybus Jet Cargo ist eine peruanische Fluglinie, die ihren Sitz auf dem Flughafen Lima in Peru hat. Sie wurde in einem unbekannten Zeitraum gegründet und operiert mit drei von Astar Air übernommenen Douglas DC 8-73F, wovon eine stillgelegt ist. Die Maschinen stammen aus dritter Hand, der Erstbesitzer war eine Passagierfluggesellschaft, wie United Airlines, die ihre DC 8 in Frachtflugzeuge umkonfigurierte und anschließend verkaufte. Zweitbesitzer war die bankrottgegangene amerikanische Fluggesellschaft Astar Air Cargo, die acht Douglas DC 8 besaß, wovon die meisten stillgelegt wurden. Die verbliebenen drei Douglas DC 8-73F wurden anschließend von der Skybus Jet Cargo übernommen und sind heute noch im Dienst. Geschätzt hat die Fluggesellschaft rund 100 Angestellte weltweit, die sich um die Charter- und Frachtflüge kümmern.

## Flotte

### Aktuelle Flotte
Mit Stand April 2025 besteht die Flotte der Skybus Jet Cargo aus zwei Flugzeugen mit einem Durchschnittsalter von 56,1 Jahren:
| Flugzeugtyp      | Anzahl | bestellt | Anmerkungen | Durchschnittsalter |
| ---------------- | ------ | -------- | ----------- | ------------------ |
| Douglas DC 8-73F | 2      |          |             | 56,1 Jahre         |
| Gesamt           | 2      | -        |             | 56,1 Jahre         |

### Ehemalige Flugzeugtypen
In der Vergangenheit wurden folgende Flugzeugtypen eingesetzt:
- Douglas DC 8-55F
- Douglas DC 8-60F